# Max Allenspach
Max Allenspach (* 1. Januar 1898 in Goldach, Kanton St. Gallen; † 8. August 1983 in Zumikon, Kanton Zürich) war ein Schweizer Gymnasiallehrer, Rektor, Schriftsteller, Lyriker und Kulturkritiker.

## Leben und Werk
Max Allenspach wuchs in Zürich auf, wo er an der Universität Zürich die Sprachen Französisch Italienisch und Spanisch studierte. Dissertation über Flauberts "Tentation de St-Antoine". Mai 1923 bis Herbst 1941 Lehrer und Internatsleiter am Lyceum Alpinum Zuoz. Anschliessend Hauptlehrer am Gymnasium Zürich und zusätzlich ab 1954 wesentliche Mitarbeit an der Planung der neuen Kantonsschule Freudenberg in Zürich. Nach der Eröffnung 1959 dessen Rektor bis zur Pensionierung im April 1963.  Arbeitete auch als Schriftsteller, Lyriker und Kulturkritiker.
1947 erschien Allenspachs erste belletristische Arbeit, der Prosa-Band mit dem Titel Hochwacht im Herbst beim Rascher Verlag in Zürich. 1949 wurden seine Lieder bei Tschudy in St. Gallen veröffentlicht. Seit dem Jahr 1950 erschienen im selben Verlag der Band Florentinische Sonette, 1954 mit Wim ein weiterer Prosa-Band und 1956 die Erzählungen Die Reise der Fortuna. Verschiedene seiner Gedichte wurden auch in Zeitschriften und Anthologien publiziert, zum Beispiel in der Edition Lyriker der deutschen Schweiz 1850–1950 herausgegeben von Heinz Helmerking.
Seinen Ruhestand verbrachte Max Allenspach im Kanton Zürich, wo er am 8. August 1983 im Alter von 85 Jahren starb.

## Schriften (Auswahl)

### Einzelbände
- Hochwacht im Herbst. Prosa. Rascher, Zürich 1947.
- Lieder. Liedtexte. Tschudy, St. Gallen 1949.
- Florentinische Sonette. Lyrik. Tschudy, St. Gallen 1950.
- Wim. Prosa. Tschudy, St. Gallen 1954.
- Die Reise der Fortuna. Erzählungen. Tschudy, St. Gallen 1956.
- Die Schale des Diogenes. Kulturkritische Betrachtungen. 1978.
- Spätlese. Lyrik. Stäubli, Zürich 1983.

### Beiträge in Anthologien und Zeitschriften
- Heinz Helmerking (Hrsg.): Lyriker der deutschen Schweiz 1850–1950. Anthologie. Gute Schriften, Zürich 1957, S. 5–6.